# Sebastian Johans

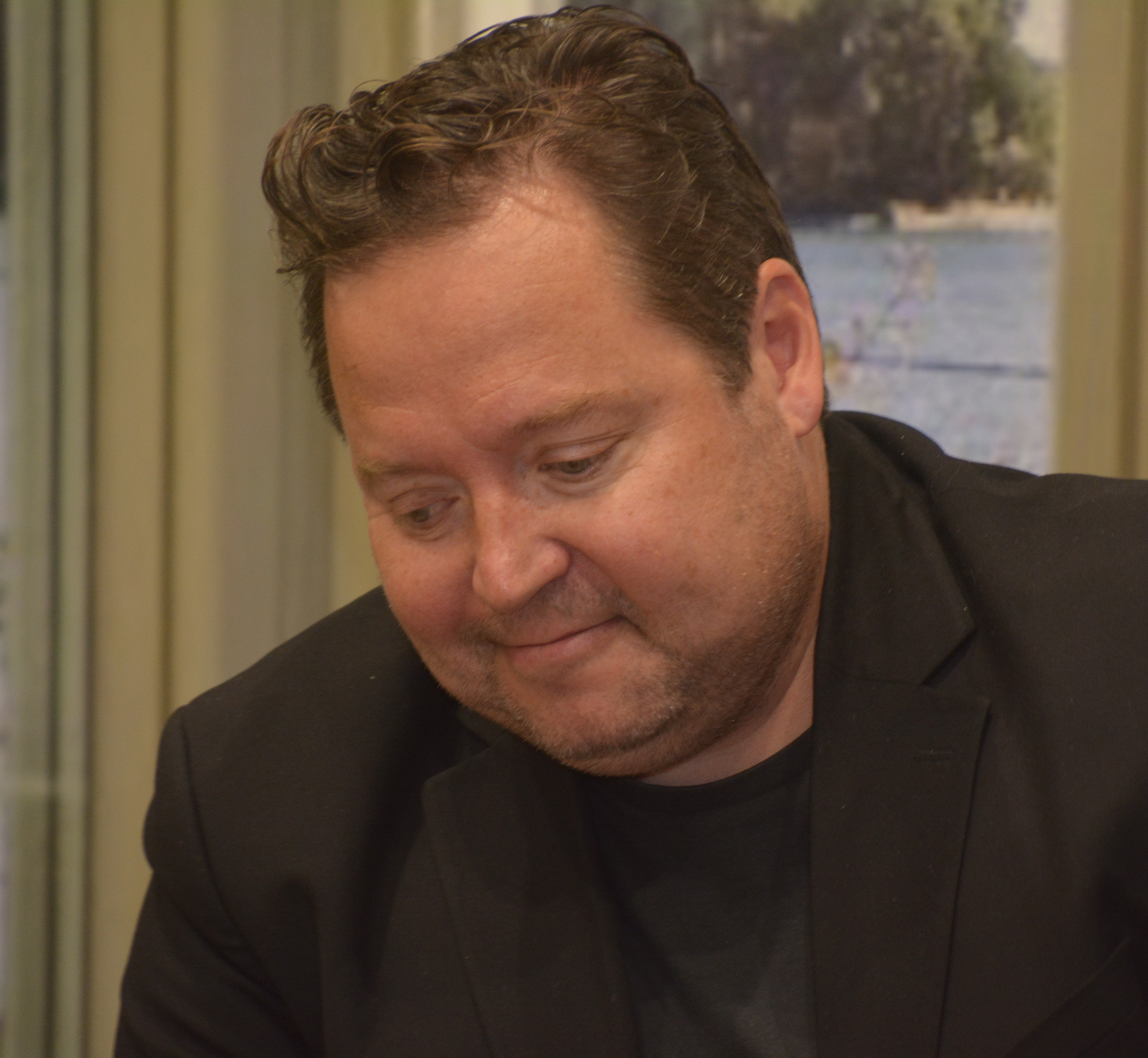
Sebastian Johans på Bokmässan i Göteborg 2023

Sebastian Samil Johans, född 1978 på Åland, är en finlandssvensk kritiker och författare. Han debuterade 2020 med romanen Broarna, för vilken han nominerades till Nordiska rådets litteraturpris 2021. Han är även verksam som konstkritiker för Dagens Nyheter och har tidigare varit konstkritiker och kolumnist för Upsala Nya Tidning. Johans är sedan 1998 bosatt i Uppsala.